# Supinum
Supinum (latinsky supinus – „obrácený vzhůru“; motivace názvu je nejasná, někdy též apokapát česky způsob dostižný či způsob zkrácený), je slovesný způsob slovesa v některých jazycích. Využití se v různých jazycích liší, zpravidla následuje po slovesech pohybu. Významově je blízké konjunktivu, formou však připomíná infinitiv a vyjadřuje účel, smysl, cíl pohybu, záměr, jako „jdu spát“. Ve většině jazyků je vždy nahraditelný konjunktivem; na rozdíl od konjunktivu však není vázán ke konkrétnímu podmětu.

## Slovanské a baltské jazyky
V praslovanštině se supinum tvořilo od nedokonavých sloves a užívalo se po slovesech pohybu. Jeho předmět měl genitivní formu (např. stč. příde súdit živých i mrtvých). Ze slovanských jazyků se dodnes zachovalo pouze v dolnolužičtině a ve slovinštině.
V češtině
V pračeštině se supinum tvořilo koncovkou -t, méně často -c; u sloves, jejichž infinitiv má dlouhou samohlásku, byla v supinu samohláska krátká, např.:
- spáti – spat (tato forma se zachovala v knižní vazbě jít spat)
- bráti – brat
- péci – pec

V období rané staré češtiny supinum zaniklo a bylo postupně nahrazeno infinitivem (např. král šel spáti). Supinum ale zanechalo svou stopu v češtině tím, že jeho koncovka -t (tvrdá, supinová) začala pronikat do infinitivu a začala nahrazovat původní infinitiv zakončený na -ti. Infinitivní zakončení -t definitivně převládlo v průběhu 20. století, infinitivní tvary zakončené -ti se v současnosti považují za zastaralé nebo knižní.
Ve slovenštině
Podobně jako v češtině ustoupila forma infinitivu od zakončení na -i, ale oproti češtině si zachovala infinitivní měkkost s -ť.
Ostatní slovanské jazyky
Ve většině slovanských jazyků (jako v češtině) v pozdější době supinum zaniklo resp. splynulo s tvarově i významem blízkým infinitivem. Zachováno zůstalo ve slovinštině a dolnolužické srbštině:
- staroslověnština: supinum končilo na -tъ: Ne minte, jako pridъ razoritъ zakona li prorokъ.
- dolnolužická srbština: Tvar supina vzniká záměnou koncového měkkého -ś, -ć infinitivu na -t (Źi knigły tam donjast!, infinitiv kupowaś, supinum kupowat, inf. źěłaś – sup. źěłat); pokud infinitiv končí na -c, přidává se t (inf. woblac – sup. woblact).
- slovinština: Supinum se rovněž tvoří z infinitivu vypuštěním koncového i, např. inf. spati – sup. spat, inf. speči – sup. speč (Pojdi z menoj na morje veslat).

V litevštině se supinum tvoří z kmene infinitivu koncovkou -tų, např. Jis nuėjo medžiotų (Šel lovit.). V současnosti se vyskytuje již jen v některých východních aukštockých nářečích. Ve spisovném jazyce je nahrazované infinitivem.

## Latina
V latině bývá supinum zakončeno na -tum, méně často -sum. Jeho funkce je v podstatě trojí:
1. Samostatně se klade po slovesech pohybu (ire, venire apod.) a posílání (mittere) namísto infinitivu a vyjadřuje cíl nebo účel daného děje: např. Dormitum imus (= Jdeme spát). Zde má stejnou funkci jako zřídka se objevující archaismus v českém spojení jít spat. Tento typ se někdy označuje též jako tzv. supinum I.

V redukované podobě, zakončené na -tu nebo -su, se supinum klade po určitých adjektivech zpravidla zakončených na -ilis/e: e. g. horribile visu (doslova „strašné k vidění“, tj. strašná věc na pohled, je strašné se na to dívat), difficilis factu (obtížný k provedení) apod. Tento typ se někdy označuje též jako tzv. supinum II.
Od supina se odvozuje
1. tzv. participium perfekta pasiva (≈ české příčestí minulé trpné), např. vocat-us/a/um (zavolan-ý/á/é). Formálně má podobu přídavného jména, stejně jako v češtině, a dále se využívá při tvoření různých pasivních tvarů, např. v perfektu (sanatus (vyléčený) + tvar slovesa esse (být) = sanatus sum (byl jsem vyléčen, resp. jsem vyléčený).
2. od supinového kmene se odvozuje v latině také řada substantiv. Např. sloveso vincere (vítězit, porážet) má supinum victum, od jehož kmene vict- jsou odvozena substantiva victor (vítěz) a victoria (vítězství).

## Švédština
Švédština jako jediný germánský jazyk používá supinum ve spojení se slovesem ha (mít) k tvoření perfekta a plusquamperfekta: jag har skrivit (napsal jsem).
U slabých sloves má shodný tvar jako pasivní participium (příčestí trpné) ve tvaru středního rodu, např. älskat (milováno), köpt (koupeno). U silných a nepravidelných sloves má supinum zakončení -it, zatímco střední rod trpného příčestí -et: brevet är skrivet (dopis je napsán) × jag har skrivit ett brev (napsal jsem dopis).
Poznámka: Důsledné rozlišení tvarů -it/-et je kodifikováno ve standardní švédštině. V různých nářečích se však tyto tvary často zaměňují podle místních zvyklostí.